# Sophia Thiemann
Sophia Felicia Thiemann (* 11. Juli 1996 in Trostberg) ist eine deutsche Fußballspielerin.

## Karriere
Thiemann begann beim oberbayerischen Verein DJK Traunstein mit dem Fußballspielen. Über den Iserlohner Verein FC Borussia Dröschede wechselte Thiemann im Jahre 2016 zum Regionalligisten VfL Bochum. Zur Saison 2017/18 erfolgte der Wechsel zum Herforder SV in die Gruppe Nord der seinerzeit zweigleisigen 2. Bundesliga. In dieser Spielklasse bestritt sie alle 22 Saisonspiele, konnte den Abstieg ihrer Mannschaft als Tabellenletzter jedoch auch nicht verhindern. Daraufhin wechselte Thiemann zum Regionalligisten Arminia Bielefeld. Mit zwölf Toren in 25 Punktspielen trug sie am Saisonende 2018/19 zum Aufstieg in die 2. Bundesliga ihrer Mannschaft bei. In dieser Spielklasse erzielte sie vier Tore in 16 Punktspielen.
Im Sommer 2020 wechselte sie zum Bundesligisten SGS Essen und gab am 27. September 2020 (3. Spieltag) beim 3:1-Sieg im Auswärtsspiel gegen Werder Bremen mit Einwechslung für Nicole Anyomi in der 86. Minute ihr Bundesligadebüt. Im August 2021 wurde der sofortige Wechsel von Sophia Thiemann zum SV Meppen bekannt gegeben. Für die erste Mannschaft bestritt sie in der Saison 2021/22 18 Zweitligaspiele, in denen sie ein Tor erzielte, für die zweite Mannschaft in der Saison 2022/23 23 Drittligaspiele, in denen sie fünf Tore erzielte.
Zur Saison 2023/24 wurde sie vom Regionalligisten Arminia Bielefeld verpflichtet.

## Erfolge
- Meister 2. Bundesliga 2022 und Aufstieg in die Bundesliga (mit dem SV Meppen)
- Meister Regionalliga West 2019 und Aufstieg in die 2. Bundesliga (mit Arminia Bielefeld)